# Dysdera labradaensis
Dysdera labradaensis es una especie de arañas araneomorfas de la familia Dysderidae.

## Distribución geográfica
Es endémica de Tenerife (España).